# Tauthali
Tauthali (nep. तौथली) – gaun wikas samiti w środkowej części Nepalu  w strefie Bagmati w dystrykcie Sindhupalchowk. Według nepalskiego spisu powszechnego z 2001 roku liczył on 791 gospodarstw domowych i 3886 mieszkańców (1935 kobiet i 1951 mężczyzn).